# داركو سينجيسار
داركو سينجيسار (بالسلوفينية: Darko Cingesar)‏ مواليد 25 يوليو 1990 في ليوبليانا، هو لاعب كرة يد سلوفيني يلعب كجناح أيسر. مثل منتخب سلوفينيا لكرة اليد. شارك في دورة الألعاب الأولمبية الصيفية سنة 2016.

## سجل المنافسة
شارك في البطولات التالية:
- بطولة أوروبا لكرة اليد للرجال 2016
- الألعاب الأولمبية الصيفية 2016

## روابط خارجية
- داركو سينجيسار على موقع الاتحاد الأوروبي لكرة اليد (الإنجليزية)
- داركو سينجيسار على موقع أوليمبيديا (الإنجليزية)